# Luciano dos Santos (pintor)
Luciano Pereira dos Santos (Setúbal, 25 de março de 1911 — Lisboa, 13 de dezembro de 2006) foi um pintor e professor português que pertenceu à segunda geração de pintores modernistas portugueses.

## Biografia
Nasceu em Setúbal na freguesia de São Sebastião. Em maio de 1918, por falecimento dos pais, ingressou no Orfanato Municipal Presidente Sidónio Pais, com o n.º 18, onde realizou a instrução primária. De 1924 a 1929 estudou na Escola Industrial Gil Vicente e na Escola Industrial e Comercial João Vaz, também em Setúbal. 
Em agosto de 1929 realiza a primeira exposição de pintura e desenho no cineteatro Luísa Todi,  ano em que fundou também o Grupo Alma Nova com Celestino Alves, Álvaro Perdigão e Carlos Alberto. Este grupo setubalense viria a realizar a primeira exposição de artes plásticas, no Liceu Bocage, em 1930.
Ingressou neste mesmo ano, no curso de pintura da  Escola Superior de Belas-Artes de Lisboa (ESBAL), que concluiu em 1937. Durante o seu tempo de estudante, beneficiou de várias bolsas da Câmara Municipal de Setúbal e da Junta Geral do Distrito de Setúbal e de uma pensão da ESBAL.
Foi professor do ensino técnico profissional nas Escolas Industriais de João Vaz , no ano letivo de 1939-1940 (Setúbal), Machado de Castro no ano letivo de 1940-1941 (Lisboa) e Afonso Domingues (Lisboa) de 1941 a 1945, dedicando-se, a partir de então, exclusivamente às artes plásticas.
Em 1951, foi bolseiro do Instituto para a Alta Cultura em França (Paris), Bélgica (Dinan, Namur, Bruges, Bruxelas e Anvers) e Holanda (Gand, Den Haag, Delft, Roterdão e Amsterdão). 
Realizou diversas exposições individuais em Portugal (Lisboa, Porto, Coimbra, Guimarães, Amarante, Alcobaça, Santo Tirso, Setúbal, etc.) e em Espanha (Madrid, Barcelona e Palma de Maiorca).
Participou em dezassete Exposições de Arte Moderna do S.P.N./S.N.I.
A sua obra integrou a exposição sobre a arte portuguesa da década de 1940 organizada pela Fundação Calouste Gulbenkian (1982). 
Por iniciativa da Câmara Municipal de Setúbal, realizou-se em 1992 uma exposição retrospetiva da sua obra no Salão Nobre dos Paços do Concelho/Convento de Jesus.. Em 1993, foi realizada nova exposição retrospetiva, pelo Instituto Português do Património Arquitectónico e Arqueológico/Museu de Alcobaça, na Ala Sul do Mosteiro de Santa Maria de Alcobaça. Em 2011, foram organizados, pela edilidade setubalense, vários eventos e exposições comemorativos do centenário do seu nascimento.

## Coleções em que se encontra repreentado
Está representado em coleções públicas e particulares das seguintes instituições: Museu de Arte Contemporânea/Museu do Chiado,  Museu da Cidade de Lisboa - Palácio Galveias, em Lisboa; Museu José Malhoa, nas Caldas da Rainha; Museu de Arte Moderna, em Madrid; Museu Nacional Soares dos Reis, no Porto; Museu de Setúbal/Convento de Jesus, em Setúbal; Museu Machado de Castro, em Coimbra; Museu Albano Sardoeira, em Amarante; Museu da Fundação da Casa de Bragança, em Lisboa; Governos  Civis de Setúbal, Porto e Leiria; Embaixada do Brasil em Lisboa; Embaixada do Japão em Madrid; Embaixadas de Portugal em Madrid, Moscovo, Berlim, Berna e Londres; nas Câmaras Municipais de Setúbal, Lisboa, Porto, Amarante, Alcobaça e Moita; nas Universidades do Algarve, Faro, e na Universidade Católica de Viseu; na Sociedade Nacional de Belas Artes de Lisboa; no Batistério da Basílica da Estrela em Lisboa; na Igreja do Bárrio (frescos), em Alcobaça; no Cemitério Novo em Macau (vitrais da igreja); no Centro Social e Paroquial S. Vicente de Paulo em Lisboa; na Santa Casa da Misericórdia de Lisboa; no Seminário dos Olivais em Lisboa, no Hospital Distrital de Alcobaça, nos hotéis  Cibra – Estoril e Esperança - Setúbal (Painéis Cerâmicos); nos Palácios de Justiça de Arcos de Valdevez e Mirandela (Painéis Cerâmicos); nos Serviços Centrais da EDP, em Lisboa; nos Bancos Pinto e Sotto Mayor  e Borges & Irmão, no Porto e nas Fundações Joaquim Matias e Casa de Bragança.

## Algumas obras
- Praia da Maria Esguelha, 1929
- Azeitão, Serra de São Luís, s.d.
- Paisagem da Arrábida, 1936
- Portinho da Arrábida, 1941
- Retrato do Escultor Joaquim Martins Correia, 1942
- Retrato da Minha Mulher, 1946
- Nazaré – a lota, 1946[4]
- Medalhão de Luisa Todi, 1953
- Medalhão de Bocage, 1955
- Fresco do Átrio da Escola Industrial e Comercial de Setúbal, 1955
- Tríptico dos Setubalenses Ilustres, 1955-57
- Autorretrato, 1957
- Lourdes, o Santuário, 1961
- Retrato do Meu Filho, 1962
- Doca de Setúbal, 1970
- A Nazarena, s.d.
- A severa, s.d.
- O Jardim da Estrela, s.d.
- Vista Sobre a Cidade do Porto, s.d.

## Bolsas de estudo, prémios e outras homenagens
- Pensão “ Ventura Terra ” concedida pelo Conselho Escolar da Escola Superior de Belas-Artes de Lisboa, 1934;
- Prémio José Malhoa, 1934;
- 3.º Prémio em Pintura atribuído pela  Sociedade Nacional de Belas-Artes – Lisboa, 1936;
- “III Missão Estética de Férias ” – Sociedade Nacional de Belas-Artes – Lisboa ( 1.º Prémio Nacional de Pintura, concedido pela Academia Nacional de Belas Artes de Lisboa - 1939;
- Prémio Columbano, 1947;
- “Salão de Lisboa” – Salão do Secretariado Nacional de Informação. – Palácio Foz – Lisboa (premiado com o 1.º Prémio Pintura – Prémio dos Centenários ) 1947;
- XLV Exposição Anual da Sociedade Nacional de Belas-Artes – Lisboa (premiado com a 2.ª Medalha em Pintura ), 1948;
- Premiado com o Prémio “Imagem da Flor”, concedido pelos Serviços Culturais da Câmara Municipal de Lisboa – Lisboa, 1948;
- Homenageado pela Câmara Municipal de Setúbal com a Medalha de Honra da Cidade de Setúbal, na classe de "Arte” – Setúbal, 1985[2];
- “Homenagem ao Mestre Luciano” – Escola Secundária Sebastião da Gama – Setúbal, 1992;
- “Homenagem ao Pintor Setubalense Mestre Luciano dos Santos ” – Salão Nobre da Câmara Municipal de Setúbal – Universidade Popular de Setúbal, 1997;
- Homenagem da “Liga dos Amigos de Setúbal e Azeitão” com a oferta duma medalha, na passagem do seu 91.º aniversário – Setúbal, 2002;
- Homenagem e intervenção evocativa pelo aniversário do Mestre Luciano por António Quaresma Rosa, realizada na Sala de Sessões da Câmara Municipal de Setúbal, 2002;
- Homenagem ao pintor na Escola Sebastião da Gama, iniciativa conjunta da Universidade Sénior de Setúbal e da Liga dos Amigos de Setúbal e Azeitão – Escola Sebastião da Gama – Setúbal, 2011;
- Comemoração de mais um aniversário do nascimento do artista, integrada no ciclo de palestras anuais e promovida pela Universidade Sénior de Setúbal e pela Liga dos Amigos de Setúbal e Azeitão – “Homenagem ao Pintor Setubalense Mestre Luciano dos Santos” – Salão Nobre da Câmara Municipal de Setúbal, 2016.